# Scaphander robustus
Scaphander robustus is een slakkensoort uit de familie van de Scaphandridae. De wetenschappelijke naam van de soort is voor het eerst geldig gepubliceerd in 1966 door Okutani.